# Magnus Rosén
Magnus Rosén (Göteborg, 1963) è un musicista svedese, ed è l'ex bassista della band svedese Hammerfall.

## Biografia
Magnus Rosén incominciò a suonare il basso all'età di 15 anni. Dopo aver praticato con il basso per tre anni partì per il suo primo tour con la band Kung Sune. In seguito al tour si mosse a Los Angeles, dove suonò con diverse band, come i Billionaires Boys Club in cui Anders Johansson suonava la batteria. Fu il bassista della band Hammerfall dal 1997 al 2007, anno in cui ha deciso di proseguire soltanto con i suoi progetti solisti. Magnus è infatti anche un bassista jazz navigato, genere che suona nei suoi dischi solisti. Occasionalmente fa tour solisti in Sud America, nei quali dona il ricavato a opere di bene.

## Discografia

### Hammerfall

#### Album in studio
- 1997 – Glory to the Brave
- 1998 – Legacy of Kings
- 2000 – Renegade
- 2002 – Crimson Thunder
- 2005 – Chapter V: Unbent, Unbowed, Unbroken
- 2006 – Threshold

#### Album dal vivo
- 2003 – One Crimson Night

#### EP
- 1998 – Heeding the Call
- 1999 – I Want Out

#### Raccolte
- 2007 – Steel Meets Steel - Ten Years of Glory

### Solista

#### Album in studio
- 2001 - Imagine a Place
- 2002 - Reminiscence
- 2003 - Empty Room
- 2006 - Arose
- 2007 - Set Me Free
- 2010 - Past Future
- 2012 - Empower Duo
- 2013 - Art With Bass
- 2013 - Bass For Relax

### Altri

#### Album in studio
- Shame - Shame (1980)
- Kung Sune - Sunes bar och grill (1982)
- Von Rosen - Like a Dream (1987)
- Von Rosen - Someone Like You (1988)
- Billionaires Boys Club - Something Wicked Comes (1993)
- Keegan - Mind No Mind (1995)
- Jorn - Out to Every Nation (2004)
- Avalanch - El Ángel Caído (2017)
- Shadowside - Shades of Humanity (2017)
- Magnus Rosén Band - It's time to rock the world again (2023)

#### Album dal vivo
- Avalanch - Hacia La Luz - Directo desde Madrid (2018)

## Videografia

### Hammerfall
- 1999 – The First Crusade
- 2002 – The Templar Renegade Crusade
- 2002 – Hearts on Fire
- 2003 – One Crimson Night